# 馬拉維馬口波魚
馬拉維馬口波魚（学名：Opsaridium tweddleorum）为輻鰭魚綱鯉形目鲤科的一個種，分布於非洲馬拉威湖及三比西河下游流域，體長可達10.9公分，棲息在底層水域。

## 扩展阅读
維基物種上的相關：馬拉維馬口波魚